# 图勒·佩尔松
图勒·佩尔松（瑞典語：Thure Persson，1892年11月23日—1956年11月14日），瑞典男子田径运动员，主攻短跑。他曾代表瑞典参加1912年夏季奥林匹克运动会田径比赛，获得男子4×100米接力银牌。